# Cireundeu (Cilograng)
Cireundeu is een bestuurslaag in het regentschap Lebak van de provincie Banten, Indonesië. Cireundeu telt 1935 inwoners (volkstelling 2010).